# Santibáñez de la Fuente
Santibáñez de la Fuente (Santibanes de la Fuente en asturiano y oficialmente) es un lugar y una parroquia del concejo asturiano de Aller, en España.
Limita al norte con la parroquia de Pelúgano, al sur con la de Llamas, al este con la de El Pino y al oeste con la de Cuérigo.
En sus 10,3 km² habitan un total de 447 personas (2011). 
El lugar de Santibáñez de la Fuente se halla a 575 metros de altitud y en el habitan 57 personas. Se encuentra a unos 8 kilómetros de Cabañaquinta, la capital del concejo. 
Las fiestas se celebran el tercer domingo de septiembre en Honor al Cristo del Amparo y el 3 de febrero San Blas.
En Santibáñez hay un colegio público.
Dentro del patrimonio artístico de la localidad cabe destacar la iglesia de San Juan declarada bien de interés cultural y Monumento Histórico Artístico. Junto a la iglesia se sitúa el Tejo de Santibáñez de la Fuente, declarado monumento natural.

## Entidades de población
Localidades que forman parte de la parroquia:
- Collanzo (Col.lanzo), hasta 1869 la capital del concejo.[cita requerida]
- La Fuente
- Llanos (Yanos)
- Santibáñez de la Fuente (Santibanes de la Fuente)